# Sistemul digestiv la păsări
Sistemul digestiv la păsări este total diferit de cel al mamiferelor. Începând cu cavitatea bucală și terminând cu cloaca, sistemul digestiv aviar reprezintă o bună adaptare la stilul de viață al păsărilor. Din cauza unei rate metabolice înalte, păsările consumă mai multă hrană în raport cu corpul lor decât alte cordate, unele păsări mici consumând zilnic hrană, cu o masă de pânâ la 20% din corpul lor. Hrana păsărilor este variată , în dependență de specie: nevertebrate, vertebrate mici, fructe, plante, etc. Pentru a menține o greutate optimă pentru zbor, păsările au o limită de grăsime, pe care o pot depozita. La păsări, un mod eficient de hrănire presupune o ingerare și o digerare cât mai rapidă a hrănii. Sistemul digestiv constă din:
- Cavitatea bucală la păsări;
- Esofagul la păsări;
- Faringele la păsări;
- Proventriculul la păsări;
- Ventriculul la păsări;
- Intestinele la păsări;
- Ficatul la păsări;
- Pancreasul la păsări;
- Cloaca.